# Thomas-Joseph Desescoutes
Thomas-Joseph Desescoutes (13 février 1736, Coulommiers - 2 décembre 1791 , Coulommiers) est un homme politique français, député aux États généraux de 1789.

## Biographie
Thomas-Joseph Desescoutes est le fils de Thomas Desescoutes, marchand-tanneur, receveur des consignations et commissaire receveur de l'Hôtel-Dieu de Coulommiers, et de Marguerite Magdeleine Duval.
Il est maître-tanneur, négociant et marchand de bois à Coulommiers. Il exerce les fonctions d'échevin, greffier de l'élection de Coulommiers et lieutenant de la ville.  Il épouse Marie Jeanne Hubert Henriette Berthereau (qui décède à Coulommiers en 1785), sœur de Thomas Berthereau. 

### Carrière politique
Thomas-Joseph Desescoutes est élu député du tiers-état aux États généraux par le bailliage de Meaux le 20 mars 1789. Dans la séance du 1er juin 1789, il est nommé par ses collègues l'un des deux adjoints du doyen des communes. Il n'achève pas son mandat à la Constituante, devant démissionner pour cause de maladie. Il est remplacé par son gendre, époux de sa fille Marguerite Desescoutes, qui eut, lui, une longue carrière politique : Antoine-Jean-François Ménager.